# Diffusionsbegrenztes Wachstum
Das diffusionsbegrenzte Wachstum (diffusion limited aggregation, DLA) kommt durch zufällige Anlagerung von Teilchen zustande. Grundlage dafür ist die brownsche Molekularbewegung, nach deren Gesetzmäßigkeiten sich Teilchen in Gasen oder Flüssigkeiten thermisch bewegen. Sie bilden einen der einfachsten Mechanismen zur Erzeugung von Fraktalen.

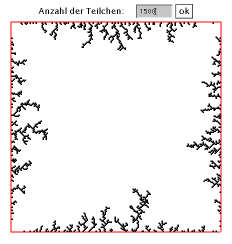
Simulation – Anlagerung von Rußteilchen

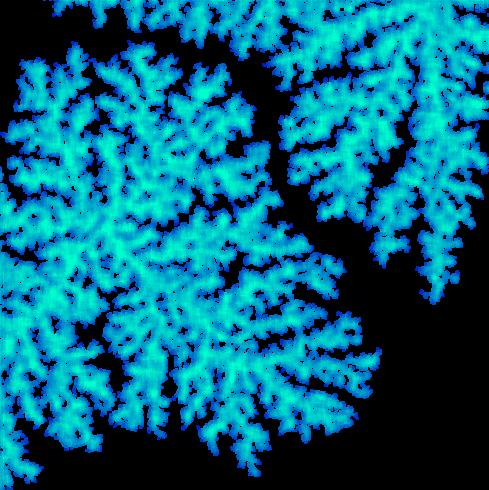
Resultat einer DLA-Simulation

Die Teilchen lagern sich mit größerer Wahrscheinlichkeit an den schon bestehenden Spitzen an. Die dabei entstehenden stark verästelten Strukturen („brownsche Bäume“) sind im Grenzfall unendlich kleiner Teilchen Fraktale.
Das diffusionsbegrenzte Wachstum wurde 1981 von Leonard M. Sander und Thomas Witten beschrieben. Sie waren auf die Beobachtung solcher an Mandelbrots Fraktale erinnernder Strukturen in Ablagerungen von Eisenkolloiden aufmerksam geworden und versuchten, ihre Entstehung in einem einfachen Computermodell zu simulieren. Im Witten-Sander-Modell bewegt sich ein Teilchen überwiegend unter dem Einfluss der Diffusion (brownsche Bewegung), bis es in die Nähe eines „Clusters“ schon abgelagerter Teilchen kommt. Unterschreitet es einen Mindestabstand, lagert es an das Cluster an. Zur Überraschung von Sander und Witten ergaben sich in der Simulation verästelte, fraktale Strukturen.
Beispiele dazu:
- Anlagerung von Rußteilchen: Teilchen lagern sich an den Wänden eines Kamins an und bewirken ein Zuwachsen des Rohres
- Ausfällungen in elektrolytischen Lösungen, z. B. Kupfersulfatlösung, die man durch geeignete Kathoden zu reinem Kupfer ausfällen lässt (Siehe Bild, Kupferraffination).
- Baumartige Strukturen in der Biologie, wie Bildung der Fellzeichnungen bei Zebra, Tiger, Leopard, Tapir
- Lichtenberg-Figuren
- Schneeflocken, siehe auch Koch-Kurve

## Bilder

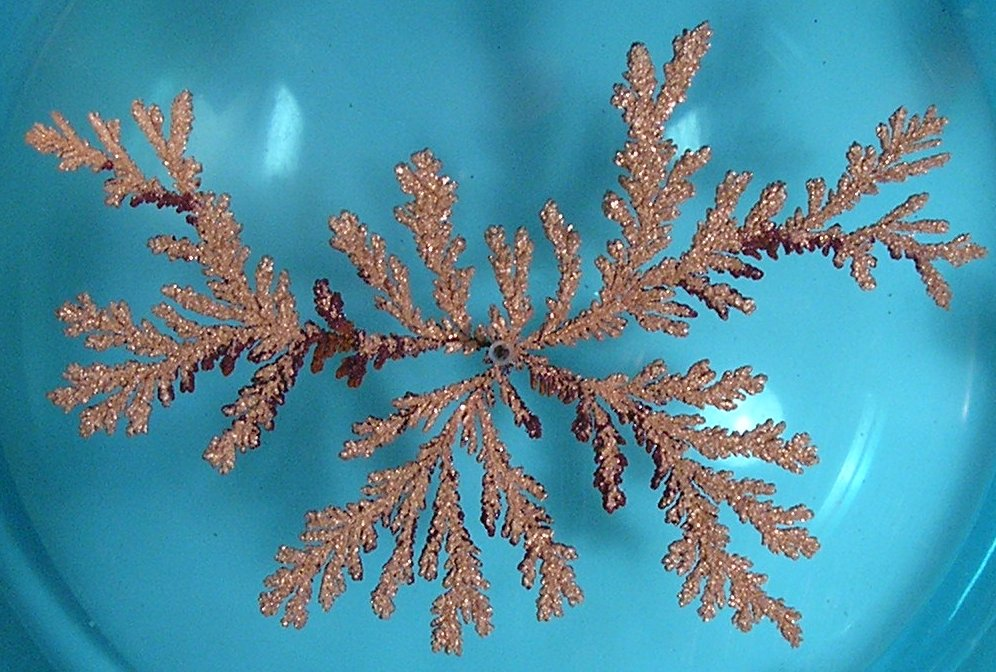
Ein brownscher Baum, der in einer Kupfersulfatlösung durch elektrolytische Abscheidung entstanden ist
Brownscher Baum im Rasterelektronenmikroskop, 4.850fach vergrößert
Brownscher Baum, 8.470fach vergrößert
Brownscher Baum (134.980fache Vergrößerung)